# Kattesjö (Hyssna socken, Västergötland)
Kattesjö är en sjö i Marks kommun i Västergötland och ingår i Viskans huvudavrinningsområde.